# Teresio Olivelli

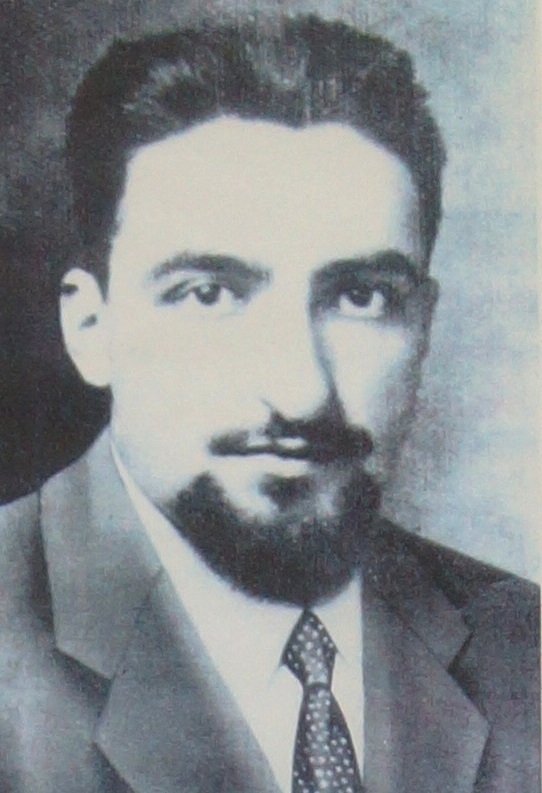
Teresio Olivelli

Teresio Olivelli (7. Januar 1916 in Bellagio – 17. Januar 1945 in Hersbruck) war ein italienischer Jurist, Publizist, Soldat und Kämpfer der Resistenza gegen den Faschismus und Nationalsozialismus. Als kritischer Anhänger des Faschismus versuchte er zunächst, den Faschismus im Stile eines Agostino Gemelli zu katholisieren. Mit zunehmender Kriegsdauer wandte er sich jedoch vom Faschismus ab und trat schließlich der Resistenza bei. Die Partisanenorganisation A.N.P.I. nannte ihn „eine Lichtgestalt des katholischen Widerstands“. Papst Franziskus ehrte ihn als Märtyrer. 2018 wurde er seliggesprochen.

## Leben und Wirken
Olivelli war der jüngere von zwei Brüdern. Seine Eltern waren Domenico Olivelli und Clelia Invernizzi. Eine wichtige Bezugsperson war der Onkel mütterlicherseits, Rocco Invernizzi, ein Priester. Er besuchte die Grundschule in Carugo und Zeme. 1926 übersiedelte die Familie nach Mortara, wo er das Gymnasium Travelli besuchte und sich der Azione Cattolica anschloss. Er setzte seine Ausbildung am Liceo Cairoli von Vigevano fort. Während seiner Schul- und Studienzeit beichtete er regelmäßig, ging täglich zur Kommunion und meditierte über geistlichen Schriften. Die Ausstellung seiner Abschlussarbeit wurde, weil zu sehr katholisch, vom faschistischen Regime unterbunden. Mit 18 Jahren war er nach dem Zeugnis von Weggefährten ein selbstsicherer junger Mann, groß, schlank, mit festem Glauben, ein überzeugter und überzeugender Katholik. Danach studierte er von 1934 bis 1938 am Collegio Ghislieri in Pavia Rechtswissenschaften. 1936 konnte ihn die Familie nur mit Mühe davon abhalten, sich als Freiwilliger dem Corpo Truppe Volontarie anzuschließen und in den Spanischen Bürgerkrieg zu ziehen, um die „gottlosen“ Kommunisten und Anarchisten zu bekämpfen. Er blieb in Pavia, näherte sich dem Faschismus, trat dem Faschistischen Studentenbund (ital. Gruppi Universitari Fascisti (GUF)) bei und promovierte 1938 mit Auszeichnung in Verwaltungsrecht. In Pavia gewann er die Zuneigung von Professoren und Kommilitonen für seine Großzügigkeit und Freundlichkeit. Sein intensives Gebetsleben trug ihm den Spitznamen „Padre Oliva“ ein.
Unmittelbar nach dem Abschluss wurde er Assistenzprofessor für Verwaltungsrecht an der Universität Turin, wo ihm auch die Aufgabe zufiel, junge Nachzügler zu fördern. Auch kümmerte er sich um die Armen von Cottolengo. Wie viele katholische Zeitgenossen glaubte er, man könne dem Faschismus ein christliches Antlitz geben. 1939 nahm er an der faschistischen Kulturveranstaltung Littorali in Triest teil, die sich mit der Rassenfrage befasste. Mit seinem  vom Faschismus propagierten abweichendem Rassenkonzept gewann er die Veranstaltung und wurde infolgedessen zum Vertreter der Faschistischen Partei im Obersten Rat für Demographie und Rasse im Innenministerium ernannt. Als Redner nahm er in dieser Zeit an mehreren Tagungen und Kongressen teil. Dabei fiel er dem Leiter des Faschistischen Kulturinstituts in Rom, Camillo Pellizzi, auf, der ihn zu einer Mitarbeit an seinem Institut überredete. Im August 1939 ging er nach dem Erhalt eines Stipendiums für zwei Wochen nach Berlin, um sich an der Deutschen Hochschule für Politik mit dem Nationalsozialismus auseinanderzusetzen. Im Mai 1940 trat er schließlich seine Arbeit am Faschistischen Kulturinstitut an. Er befasste sich dort mit Fragen des Verwaltungsrechts und veröffentlichte Artikel in der Universitätszeitung Libro e Muschetto und in der Zeitschrift Civiltà Fascista.

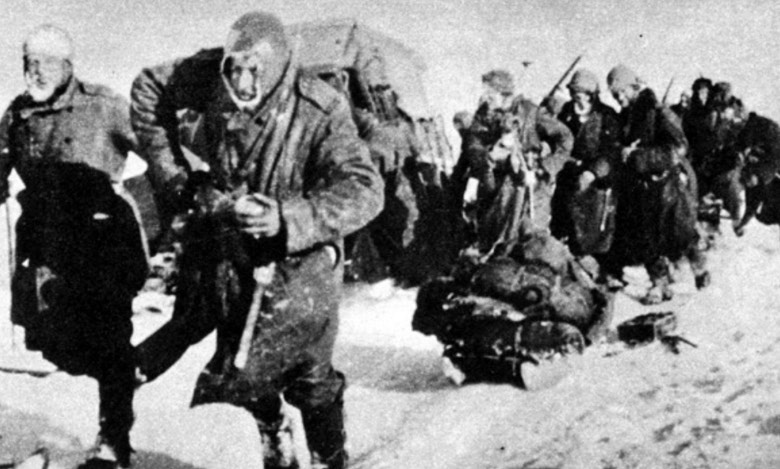
Rückzug der Alpini vom Don

Trotz seiner zunehmenden Abneigung gegenüber dem Faschismus blieb er strikter Antikommunist. Nach einem zweiten Aufenthalt in Berlin im Februar 1941, bei dem er für die Faschistische Partei an einem Kurs für sozialpolitische Fragen teilnahm, meldete er sich Ende Februar zu den Alpini. 1942 nahm er als Sottotenente der 2. Alpinidivision „Tridentina“ freiwillig am Russlandfeldzug teil. Er kümmerte sich in vorbildlicher Weise um seine Soldaten während des extrem kalten Winters 1942–43 und während des Rückzugs des Alpini-Korps vom Don auf einem zweitausend Kilometer langen Fußmarsch durch den Schnee. Ausrüstung und Versorgungslage waren katastrophal. Olivelli ließ die Verletzten versorgen, tröstete die Verzweifelten und stand auch den Sterbenden zur Seite. Er las seinen Soldaten aus den Evangelien vor und sorgte für Feldmessen und Kommunion. Im März 1943 kehrte er nach Italien zurück, rüstete ab, besuchte Familien von Gefallenen oder schrieb ihnen Briefe. Mit nur 26 Jahren wurde er zum Rektor des Collegio Ghislieri in Pavia ernannt, eine Funktion, die er allerdings nur wenige Wochen lang ausüben konnte, weil er im Juli 1943 wieder eingezogen wurde. Er kam zum 2. Artillerieregiment der Alpini, stationiert in Sterzing.
Zurückgekehrt nach Italien, distanzierte er sich zunehmend vom faschistischen Regime, das er zuvor – vergeblich – von innen zu reformieren getrachtet hatte. Nach der Bekanntgabe des Waffenstillstands von Cassibile am 8. September 1943, wurde er von deutschen Truppen gefangen genommen. Da er sich weigerte den Krieg auf Seiten der Deutschen und der Faschisten fortzusetzen, blieb er zuerst in einem Lager in Innsbruck inhaftiert. Am 20. Oktober 1943 gelang es ihm aus einem Lager im salzburgischen Pongau zu entkommen. Nach langer, einsamer Flucht erreichte er Udine, wo er von der Familie Ariis versteckt wurde. Er schloss sich dem katholischen Flügel der italienischen Resistenza an und beteiligte sich am Aufbau der Brigate Fiamme Verdi in Brescia. Er nahm den Kampfnamen Agostino Gracchi an und diente als Verbindungsoffizier im Raum Brescia und Cremona, auch zu anderen Formationen des C.L.N. Im Februar 1944 gründete er gemeinsam mit Carlo Bianchi und Claudio Sartori die Widerstandszeitschrift Il Ribelle (Der Rebell), deren Erstauflage 15.000 Stück betrug und die in zahlreichen Städten Norditaliens verteilt wurde. Zu diesem Zeitpunkt war Olivelli bereits mit intensiven Überlegungen für den Wiederaufbau des italienischen Staates nach christlichen Grundsätzen nach dem absehbaren Zusammenbruch der Repubblica Sociale Italiana befasst. Die erste Ausgabe des Ribelle, datiert mit 5. März 1944, war der Erinnerung an zwei Widerstandskämpfer gewidmet, Astolfo Lunardi und Ermanno Margheriti, die am 5. Februar 1944 von einem Sondergericht in Brescia zum Tode verurteilt und am folgenden Morgen in Mompiano erschossen worden waren. 
Am 27. April 1944 wurden Bianchi und Olivelli in Mailand verhaftet und ins Gefängnis San Vittore verbracht. Sartori war bereits zuvor verhaftet worden, überlebte jedoch die NS-Herrschaft. Olivelli sollte mit Bianchi und 70 weiteren Gefangenen als Vergeltungsmaßnahme für den Tod von sieben deutschen Soldaten in Carpi erschossen werden. Der Erzbischof von Mailand Ildefons Schuster bewirkte, dass er nicht sofort getötet wurde.  Die beiden Widerstandskämpfer kamen ins Durchgangslager Fossoli. Olivelli gelang es sich im Lager zu verstecken. Carlo Bianchi wurde ermordet. Olivellis Fluchtversuche scheiterten, er wurde schließlich entdeckt.  Die weiteren Stationen Olivellis waren Gries in Bozen, am 5. September 1944 Flossenbürg, am 1. Oktober 1944 Hersbruck. Dort stand er dem sterbenskranken Odoardo Focherini zur Seite, der ihm in Fossoli das Leben gerettet hatte. Focherini starb im Dezember 1944; auch er wurde später seliggesprochen. Als im Januar 1945 ein junger Mithäftling aus dem Osten vom Kapo ungerechtfertigterweise verprügelt wurde, warf er sich dazwischen – obwohl er bereits krank und bis auf die Knochen abgemagert war. Der gereizte Kapo gab ihm einen heftigen Tritt in den Bauch, gefolgt von 25 Schlägen. Er kam in die Krankenstation, erholte sich jedoch nicht. Er war bei Bewusstsein und betete bis zuletzt. Einem Freund schenkte er seine letzte intakte Kleidung. 
Teresio Olivelli starb am 17. Januar 1945, sein Leichnam wurde eingeäschert. Er war unverheiratet.

## Auszeichnung, Gedenken
Am 25. April 1953 (nach anderen Quellen auch bereits 1945 oder 1952) wurde ihm postum die Tapferkeitsmedaille  in Gold, zuerkannt. Er soll auch die italienische Widerstandsmedaille in Gold (Medaglia d’oro della Resistenza) verliehen bekommen haben.
Gedenktafeln wurden an seinem Geburtshaus in Bellagio und in der katholischen Pfarrkirche Mariä Geburt von Hersbruck angebracht. Auf einer Gedenktafel in Rovereto für gefallene italienische Artilleristen, die mit der Tapferkeitsmedaille in Gold ausgezeichnet wurden, ist auch sein Name eingraviert. Am 19. Januar 2018 verlegte der deutsche Künstler Gunter Demnig vor dem Istituto Benedetto Cairoli in Vigevano einen Stolperstein zu seinem Gedenken.
In Brescia, Carpi, Nove, Pavia, Sorbolo und Vigevano wurden Straßen nach Teresio Olivelli benannt, in Lecco und in Mailand jeweils eine Piazza. In Tremezzo am Comersee ist ein städtischer Park, ein ehemaliger Barockgarten, nach ihm benannt.

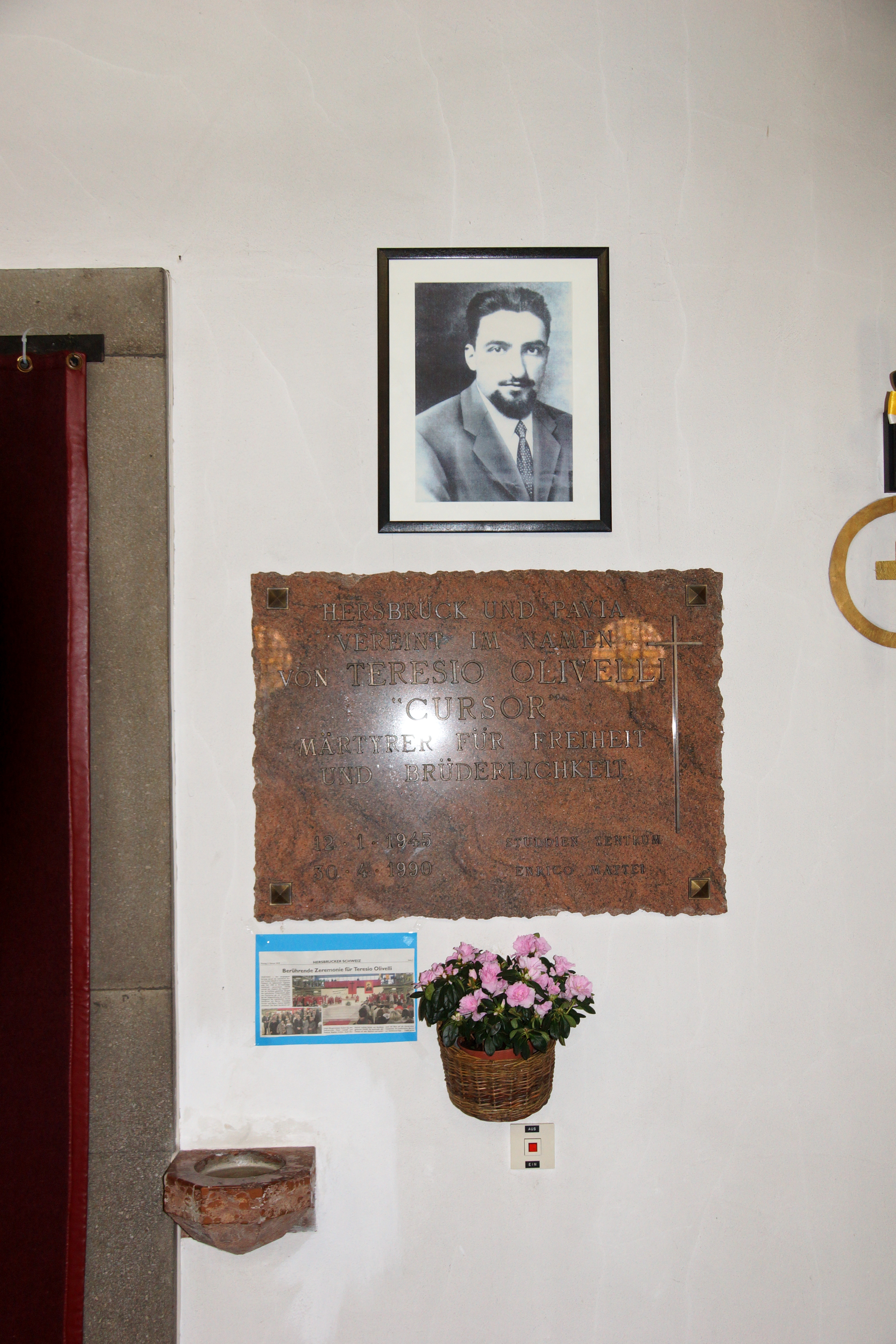
Hersbruck
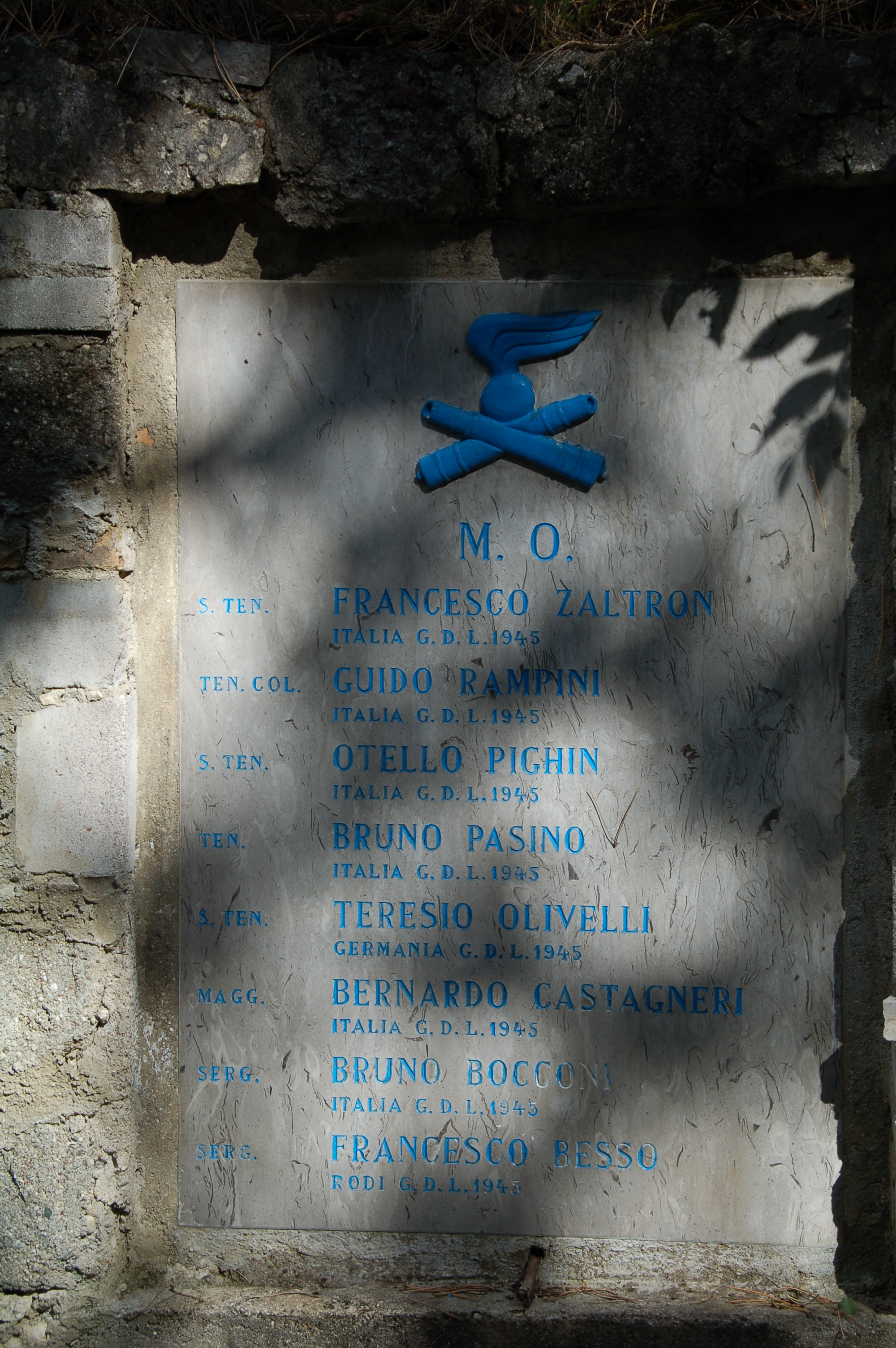
Rovereto
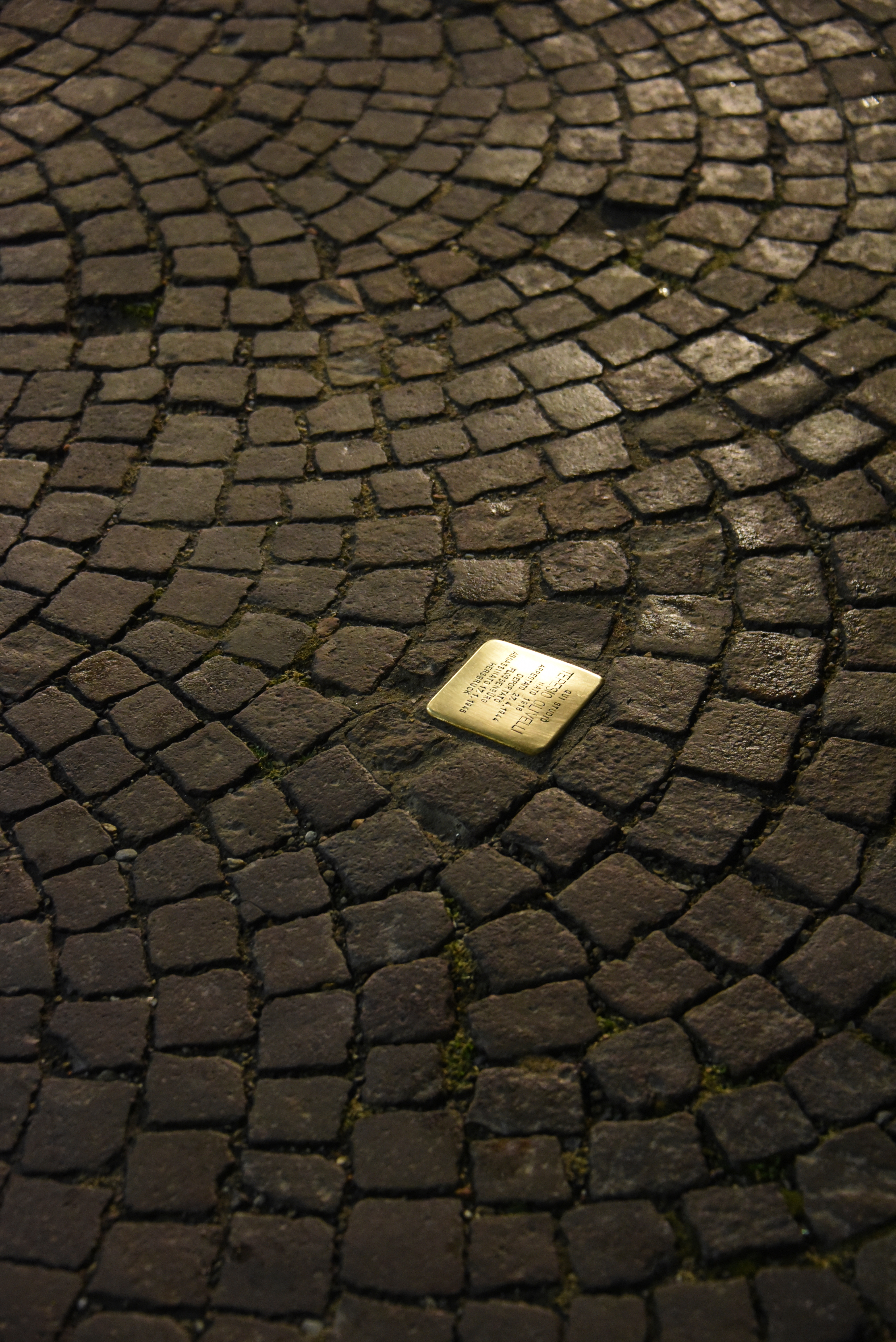
Vigevano

## Seligsprechung
In den Nachkriegsjahren gab es von mehreren Seiten Anregungen zur Seligsprechung. Zuständig für das Verfahren war damals jedoch die Diözese Bamberg, in deren Territorium Olivelli gestorben war. Schließlich beantragte das Bistum Vigevano die Übertragung der Zuständigkeit, da Olivelli zwei Drittel seines Lebens in diesem Bistum verbracht hatte. Man begann Dokumente zu sammeln und Überlebende zu befragen.
Der offizielle Seligsprechungsprozess wurde am 29. März 1987 von Mario Rossi, dem damaligen Diözesanbischof von Vigevano, eröffnet. Nach dem offiziellen Nihil obstat der Kongregation für die Selig- und Heiligsprechungsprozesse wurde der Prozess von Papst Johannes Paul II. am 19. Januar 1988 offiziell eingeleitet, indem er Teresio Olivelli zum Diener Gottes ernannte. Giovanni Locatelli, Rossis Nachfolger in Vigevano, beendete das Eröffnungsverfahren mit einem Festgottesdienst am 16. September 1989. Als Postulator diente zuerst Innocenzo Venchi (1986–2004), dann Abdul Rahman (2004–2011), Sr. Tiziana Adriana Conterbia (ab 2011) und schließlich Monsignore Paolo Rizzi. Als Vorsitzender des Tribunale Ecclesiastico fungierte Mario Tarantola, Berichterstatter waren Cristoforo Bove (1992–2010) und danach Vincenzo Criscuolo. Die Antragsteller entschieden von Anfang an, beide damals möglichen Wege zur Seligsprechung zu beschreiten – einerseits aufgrund christlicher Tugend und Bewirken von Wundern, andererseits aufgrund des Martyriums.
Obwohl die Positio bereits 2007 fertiggestellt worden war, dauerte es noch weitere zehn Jahre, bis das Ringen zwischen den zwei Begründungen abgeschlossen werden konnte. Das Historikergremium befürwortete die Seligsprechung einstimmig am 24. Mai 2011. Die Theologen kamen in ihrer Session vom 17. Dezember 2013 zu keiner Entscheidung, schlossen sich aber am 2. Dezember 2014 mehrheitlich den Historikern an. Am 14. Dezember 2015 wurde Olivelli vom Papst mit der Bestätigung des heroischen Tugendgrades als Ehrwürdiger Diener Gottes (venerabile) anerkannt, nach der Vorlage weiterer Beweise am 16. Juni 2017 auch als Märtyrer, der dem „Hass gegen den Glauben“ zum Opfer fiel. Die feierliche Seligsprechung erfolgte durch Kardinal Angelo Amato am 3. Februar 2018 im Palasport Dal Lago in Vigevano in Anwesenheit zahlreicher Bischöfe, darunter Erzbischof Mario Delpini aus Mailand und Diözesanbischof Ludwig Schick aus Bamberg.
Sein Gedenktag ist der 16. Januar.